# (34952) 4874 T-1
4874 T-1 (asteroide 34952) é um asteroide da cintura principal. Possui uma excentricidade de 0.24786480 e uma inclinação de 2.96642º.
Este asteroide foi descoberto no dia 13 de maio de 1971 por Cornelis Johannes van Houten e Ingrid van Houten-Groeneveld e Tom Gehrels em Palomar.